# Simon Fraser (ontdekkingsreiziger)
Simon Fraser (Mapleton (New York), 20 mei 1776 – St. Andrews West (Canada), 18 augustus 1862) was een bonthandelaar en tevens een ontdekkingsreiziger die een groot deel van wat nu de Canadese provincie Brits-Columbia is, in kaart bracht. Fraser was in dienst bij de North West Company in Montreal. Tegen 1805 kreeg hij de leiding toegewezen van alle werkzaamheden van het bedrijf ten westen van de Rocky Mountains. Hij was verantwoordelijk voor de bouw van de eerste handelsposten in dat gebied. In 1808 verkende hij het rivierbekken van de later naar hem vernoemde Fraser River. De ontdekkingsreizen van Simon Fraser waren deels de oorsprong voor de Canadese grens die later ingesteld werd op de 49e breedtegraad (na de Oorlog van 1812), aangezien hij als Brit de eerste Europeaan was die permanente nederzettingen had opgericht in het gebied.

## Vernoemd naar Fraser
- De Fraser River, naar hem vernoemd door de ontdekkingsreiziger David Thompson.
- Fraser Lake, een meer in het noorden van Brits-Columbia en een gemeenschap op de westelijke oever van het meer.
- Fort Fraser, net ten oosten van Fraser Lake.
- Simon Fraser-universiteit, in Burnaby, Brits-Columbia
- De Simon Fraser-brug in Prince George over de Fraser River langsheen de British Columbia Highway 97.
- Talloze scholen, wijken en wegen
- De Simon Fraser roos, (explorer series) ontwikkeld door Agriculture and Agri-Food Canada, werd ter ere van hem zo genoemd.[1]